# Kenneth Sørensen
Kenneth Sørensen (Benløse, 14 marzo 1982) è un ex calciatore danese, di ruolo centrocampista.

## Carriera

### Club
Sørensen vestì la maglia dello Holbæk, per poi passare allo Horsens. Con questa maglia, esordì nella Superligaen in data 27 agosto 2006, nella sconfitta per 0-2 contro l'Odense. Dopo un biennio in squadra, fu ingaggiato dallo Herfølge. Dopo aver vestito la casacca dello HB Køge, fu messo sotto contratto dallo Hjørring. Nel 2012, si trasferì ai norvegesi del Flekkerøy. Il 21 dicembre si trasferì ufficialmente al Gentofte, firmando un contratto valido dal 1º gennaio 2014.